# متحف بيتيلي
متحف بيتيلي أو متحف الفنون النوراجيكية والحديثة (بالإنجليزية: Nuragic and Contemporary Art Museum)‏ هو متحف قيد التشييد على شاطئ سانت إيليا بمدينة كالياري (جزيرة سردينيا، بإيطاليا)، وهو من تصميم المهندسة المعمارية زها حديد.
بيتيلي هي كلمة إيطالية تعني حجر منحوت، عادة له شكل ممدود أو في بعض الأحيان مدبب، يوضع على بعضهم البعض. يعتبر نوع صغير من أنواع المنهير). البيتيلي يصور رمز الذكر أو ألأنثى : بشكل خاص هناك تمثيل بدائي لعضو الذكر أو لثدي ألأنثى أُستعل كحجر لتسوير القبور.

## منافسة التصميم المعماري للمتحف
في أكتوبر 2006، بعد سنة من فكرة تنظيم منافسة دولية بين أهم المعماريين المعاصرين، تمكنت هيئة المحلفين من اختيار المشروع الفائز للمنافسة التي اُبتكرت ونُظمت من إدارة التراث الثقافي الإقليمي لجزيرة سردينيا، بالتعاون مع جامعة ميلانو (Politecnico di Milano) (التي اهتمت بتنظيم الجوانب التقنية والعلمية) ومجلة Domus (التي نشرت المسابقة على مستوى عالمي).

## هدف المشروع
هدف هذا المشروع هو خلق مركز رئيسي للتبادل الثقافي، التي يمكن، في الوقت نفسه، أن يكون بمثابة علم مميز للزوار الذين
يوصلون إلى مدينة كالياري من البحر، وان يكون أيضا استجابة للتحديات الخمسة التي اُقترحت في المنافسة ومنها الترابط بين
المتحف والأماكن العامة والمساهمة أيضا بزيادة المناطق العامة للمدينة. آما يجب أن يتوائم هندسياً على طول محور البحر أخذاً
بعين الاعتبار منطقة سانت الياس والإستاد

## التحديات الخمسة
المتحف الجديد بسمات برنامجه الفضائي يُمثل معالجة جديدة ومبتكرة، مقترحاً نفسة لمواجهة خمسة تحديات برنامجية
رئيسية :
- -1 المتحف الجديد سيكون بمثابة مرجع للفن النوركي في سردينيا وفي حوض البحر الأبيض المتوسط. ينبغي ايجاد

مساحات في المتحف لتعريف الزائر بجغرافية أماكن ووجود الفن النوركي في المتحف، في مراكز الفن والبحوث في
الجزيرة أو في حوض البحر الأبيض المتوسط. ينبغي أيضا إيجاد مساحات إعلامية لتكون كشبكة مراجع جغرافية للفن
النوركي والمعاصر
- -2 المتحف الجديد سوف يستضيف ورشة عمل لمناقشة وتجريب موضوع عرض وبطريقة غير عادية الأعمال الفنية

المعاصرة والنوركية.
هذه المقارنة هي جوهر برنامج المعرض. الأمر يتعلق بتصميم مساحات—قاعات عرض، غرف متعددة الأحجام، مختبرات - - تستضيف أعمال فنية بأحجام متنوعة (مثل الأحجام الكبيرة للتماثيل البرونزية النوركية).
مساحات قادرة على استيعاب منشآت متعددة ألأهداف مثل الأعمال الفنية البصرية إلى جانب الفن النوركي، مساحات
قادرة على تقديم للزوار العلاقة بين ألأحجام الفنية المتسلسلة والإعمال الفنية الفردية
- -3 المتحف ينبغي أن يقدم مسارات متعددة للمعارض، وعلى مستويات فراغية مختلفة. لتسمح لكل زائر اختيار

مساره المفضل حسب اهتمامه التحليلي أو السطحي للفنون المختلفة، أي مسارات تسمح بالرؤيا التفصيلية أو السريعة.
- -4 وينبغي أن يكون مكان لإنتاج وترميم الأعمال الفنية، للبحث ولتجريب العلاقة بين الفن النوركي والفن المعاصر.

من وجهة النظر هذه، المنافسين يجب أن يوفروا المساحات بحيث ان فنانين ومنظمي المعارض يناقشوا اقتراحاتهم
بالاجتماع مع متخصصين من تخصصات أخرى أو مع طلاب وباحثين، أو لعرض أفكارهم إلى جمهور أوسع وفي
بعض الحالات لجمهور بعيد عبر الشاشات.
- -5 المتحف الجديد ينبغي أن يمثل محرك لتحديث المناطق الحضرية لمدينة كالياري. ينبغي ان يوفر أما آن ترفيه داخل

وحول المبنى سواء للزوار، للسياح أو للمواطنين وينبغي أن يكون بوابة للجزيرة من جهة البحر.
ينبغي إعطاء اهتمام خاص لمدخل المتحف، والعلاقة بين المساحات الداخلية والخارجية. ينبغي ان يكون هناك تنظيم
تسلسلي للبيئات العامة (مثل قاعة الدخول، المكتبة، مركز وسائل الإعلام، البار، المطعم، غرفة الاجتماعات، والمساحات التجارية،...).
يغبني ان يكون هناك علاقة بين المتحف والحالة الثقافية والاقتصادية المحيطة بة.

## التكلفة
42 مليون يورو (منحاها صندوق الاتحاد الأوروبي ومنطقة سردينيا) لبناء وتأثيث المتحف.
وفي هذه الأثناء تُرمم نحو 30 تمثال نوراجيك مصنوعة بالحجر الجيري عُثر عليهم في أواسط السبعينات بمدينة كابراس، في شبه جزيرة سينيس.

## ألمشروع
مشروع المتحف هو جزء من سياسة تخطيط مدني يهدف إلى إعادة تطوير الشاطئ الحالي للمدينة وخلق جبهة جديدة مع
مجموعة من المشاريع على غرار ما حدث أو ما يحدث في آثير من المدن الأوروبية
وهناك العديد من العمليات لتوسيع نطاق المناطق الحضرية موضوعا للمناقشة بشأن مستقبل المدينة - :
- تحريك الميناء الصناعي إلى الغرب
- تنفيذ ميناء للسفن الحاويات
- ذيفنت مخطط النفق في شارع روما لتسهيل حرآة مرور المرآبات مع ما يترتب من تنفيذ مجموعة واسعة من

مناطق للمشاة التي ستصبح بداية طريق الواجهة البحرية، * ذيفنت مشروع السكك الحديدية وبناء مواقف للسيارات تحت الأرض المجاورة لشاطئ البحر
- ديدج تنفيذ ميناء عسكري.

إعادة تتسيب الأنشطة السياحية والثقافية.
- في وسط المدينة تقع أربعة أحياء تاريخية التي آانت مُحاطة بأسوار محصنة.

المدينة المعاصرة بالقرب من المنطقة المخصصة لبناء المتحف الجديد تتسم بوجود عقبات تمنع من الوصول إلى شاطئ
البحر. المنطقة السكنية الدائرية في سانتا ايليا، الملعب ومواقف السيارات المرفقة، المناطق العسكرية المُسيجة، المعرض والمجمعات الرياضية تحول دون التمتع بالشاطئ آمنطقة عامة، عزز للاضمحلال المناطق الحضرية، ولكن
من الممكن النظر إليهم آنقط توصيل للبنية التحتية المستقبلية.
ثيدحتل زفحمفي هذا السيناريو، مشروع المتحف يستغل إمكانيات الموقع الغني بالمناظر الطبيعية ليطرح نفسه آ
المناطق الحضرية ولتسهيل استخدام الطريق على طول الشاطئ من المدينة التاريخية وإلى حي سانتا ايليا.

## نوع المسابقة
- -هذه المسابقة مفتوحة للمهندسين المعماريين المسجلين في النقابات المهنية
- -كل منافس أجنبي يجب أن يشارك مهندس مسموح بمارسة المهنة في إيطاليا
- -مرحلة التأهيل تنص على أن هيئة التحكيم للمسابقة، في غضون ستين يوما من موعد تقديم الطلبات، يجب أن تختار 10 مرشحين كحد أقصى، ليدخلوا في مرحلة واحدة من المنافسة لإعداد المشاريع الأولية.

كانت هناك مشاركة كبيرة لهذه المسابقة الدولية، أكثر من 24 ٪ من الطلبات قُدمت من الولايات المتحدة، كوريا، لبنان، إنكلترا، فرنسا، سويسرا، ألمانيا، هولندا والبرتغال.آما أصبح من الممكن الكشف عن عناوين المظاريف التي
تحتوي على الوثائق المطلوبة من المرشحين ضمن هذه، مناهج دراسية، شرائح، مشاريع سابقة، تقرير عن طريقة
النهج لموضوع المسابقة.
نيسدنهم نم العديد من الطلبات قُدمت الإيطاليين، بعضهم من نفس جزيرة سردينيا
كان هناك أيضا تقديم طلبات من مكاتب هندسة أجنية وإيطالية موحدة للمشاركة في الاختيار الأول.
نتيجة مشاركة أشهر المهندسين المعماريين في العالم أعطت للمنافسة أهمية اآبر.على سبيل المثال :اليابانية أراتا
والإيطاليين أليساندرو،(Jean Nouvel) العراقية زها حديد، الفرنسي جان نوفيل،(Arata Isozaki) إزوزاكي
مينديني،) (Ettore Sottsass) إيتوري سوتساس Massimiliano Fuksas ماسميليانو فوآساس Alessandro Mendini)
،Herzog De Meuron Meuron السويسريين هيرتزوك ودي يورون،Gae Aulenti آاي أولينتي،Mendini
معهد ماساتشوستس MTI (ومجموعة من المهندسين المعماريين الأمريكين،Future Systems الإنجليزي فيوتشر
للتكنولوجيا.
المشروع الفائز لمسابقة المتحف الإقليمي للفن النوركي والمعاصر للبحر
الأبيض المتوسط - مرحلة 2

## أراء لجنة التحكيم
رئيس هيئة المحلفين فسر انتصار مشروع زها حديد بهذه الكلمات: Stefano Boeri - المهندس المعماري ستيفانو بويرو
"لجنة التحكيم قيمت الحساسية السياقية الغيرعادية للهيكل الجديد، التي يتصرف وآأنه قطعة مرجان "الذي يدعم، يعيد
خياطة المنطقة ويشكل شاطئ بحر مدينة آالياري."
"يتسلاب كية المتحف الجديد هو علامة قوية مجددة وواضحة الرؤيا في المناظر الطبيعية لخليج آالياري، وآذلك يُعرب
بتداخل جسمه المتلوي عن تفاعله بمضمون المعرض)العلاقة بين الفن النورآي والفن المعاصر.
ل مشروع زها حديد سيمثل معلما جديدا في مشهد آالياري، إنها فرصة لتجربة، م يسبق لها مثيل، إدراآية حسية لمكان
خصب لتنمية الهوية التاريخية والمستقبل الإقليمي لجزيرة سردينيا. " وفي ضوء ذلك، فإن هيئة المحلفين اعترفت في أن
المشروع الفائز له القوة ليصبح المرجع للمواقع الأثرية الموزعة في أراضي الجزيرة، التي في المسابقة آانت الهدف
الأول المعلن علية للتصميم.

## إستراتيجية التدخل والمفهوم المعماري
المتحف الجديد هو مثل تقسية مرجانية، فارغة من الداخل، قاسية ومثقوبة من الخارج، ولكن قادرة على استيعاب، في
تبادل مستمر ومنسجم مع البيئة الخارجية، الأنشطة الثقافية في بيئة دينامكية. في بعض الأجزاء تتضجع على التربة لخلق
مناظر طبيعية جديدة، في بعض الأجزاء قوية وضخمة لتكون أفق جديد.
اللغة المعمارية المقترحة تعمل على صياغة وتكامل جميع خطوط التدفق التي تتقاطع في مرآز جديد للتبادل الثقافي. ترتبط
بشكل طبيعي مع مسارات الحديقة العامة، مع ساحل البحر ومع طرق الوصول التي تميز هذه التربة الاصطناعية.
النوعية المفتوحة والدينامكية للأشكال المعمارية تتواصل أيضا إلى داخل المبنى، حيث مسارات الزوار التي تقع جانب
مواقع المعلومات، والمعرض، والإنتاج والتجارة، مثلما يحصل في الهيئة المرجانية، تحدد هندسة الفضاء.
توزيع مسارات الوصول، بديهية وسهلة، وهكذا أيضا في مراقبة جميع التحرآات، التي تمثل روح المشروع. التآآل، الذي يشكل تجويف آبير في داخل المبنى، يقسمه إلى سلسلة من المساحات المفتوحة للمعارض، وآأماآن تجمع وآفرص
متاحة للمنشآت الفن المعاصر التي هي مستقلة عن المتحف النورآي. هذه المساحات، تتمتع بمجموعة متنوعة من
وجهات النظر، تلبي الإدراك الجمالي والحوار بين الفن المعاصر والفن النورآي. الفضاء المحفور تسمح بنشأة منطقتين، واحدة مضمونة في الأخرى. الجلد الخارجي هو واجهة بنظام مغلف بمادة الجص، الجلد الداخلي له نظام مرن متسلسل
بشبكات آهربائية التي تسمح استخدامات متعددة على الأرض وعلى الجدران لعروض الفيديو أو للمعلومات عن وظائف
المتحف.

## وصلات خارجية
- متحف بيتيلي.
- زها حديد تربح منافسة تصميم متحف بيتيلي.

‌